# Стени (Украина)
Стени (укр. Стені) — село в Новояворовской городской общине Яворовского района Львовской области Украины.
Население по переписи 2001 года составляло 136 человек. Занимает площадь 0,12 км². Почтовый индекс — 81054. Телефонный код — 3256.